# L'uomo che cadde sulla Terra (romanzo)
L'uomo che cadde sulla Terra (The Man Who Fell to Earth) è un romanzo di fantascienza del 1963 scritto da Walter Tevis. È la storia di un viaggiatore solitario extraterrestre che giunge in incognito sulla Terra, cercando un modo per trasportarvi la gente del suo pianeta morente, devastato da una serie di guerre atomiche.
Dal romanzo fu tratto un film omonimo nel 1976, per la regia di Nicolas Roeg e nel 2022 una serie televisiva omonima.
Le vicende del protagonista hanno avuto un seguito nel musical Lazarus rappresentato nel 2015 con musiche di David Bowie.

## Trama
In un futuro prossimo un extraterrestre credibilmente somigliante un umano e proveniente dal pianeta Anthea, giunge presso la cittadina di Haneyville, nel Kentucky (U.S.A.), presentandosi a un banco pegni con passaporto britannico a nome di Thomas Jerome Newton, per vendere uno dei numerosi anelli d'oro che reca con se.
Tempo dopo, con il ricavato, si presenta a New York, presso l'avvocato Oliver Farnsworth, specializzato in brevetti, consegnandogli la documentazione relativa a nove scoperte scientifiche rivoluzionarie nel campo dell'Elettronica e della Chimica, tra cui un nuovo procedimento per la raffinazione del petrolio, la tv tridimensionale e delle pellicole fotografiche riutilizzabili. Gli propone di lavorare per una società di nuova costituzione per sfruttare la commercializzazione dei prodotti, di cui Farnsworth accetterà la vicepresidenza, dalla quale Newton si aspetta di ricavare mezzo miliardo di dollari nell'arco di tre anni.
Le innovazioni introdotte dalla sua World Enterprises Corporation (W.E. Corp.) provocano un terremoto sul mercato tecnologico. Nathan Bryce, professore di chimica all'università statale di Pendley, Iowa, rimane molto colpito da una serie di prodotti riconducibili alla multinazionale: l'accurata definizione di una pellicola cinematografica, per esempio, o un film fotografico che si sviluppa da solo: brevetti così innovativi che nella sua immaginazione potrebbero essere di origine extraterrestre. Durante un colloquio con il suo responsabile di dipartimento, il professor Canutti, Bryce chiede di poter svolgere ricerche sui materiali, ma la risposta è negativa. Bryce fa domanda di lavoro alla World Enterprises.
Più o meno un anno dopo la fondazione della W.E., Newton comunica a Farnsworth che intende varare una nuova divisione aerospaziale e che, avendo bisogno di liquidità, vuole vendere i brevetti fotografici. Si reca in viaggio a Louisville nel Kentucky, non molto distante dal luogo in cui è atterrato, per intraprendere una grossa speculazione immobiliare: l'impresa astronautica avrà sede qui. Ma Newton rimane vittima di un brutto incidente: sulla Terra, la sua struttura fisica deve sopportare una gravità 3 volte maggiore quella di Anthea, e durante una rapida salita in ascensore l'accelerazione gli provoca la frattura di una gamba. Viene soccorso da una donna che si stupisce del suo peso quasi irrilevante. Newton la prega di non chiamare un medico. Lei si chiama Betty Jo, ha problemi di alcolismo e vive con i sussidi dell'assistenza pubblica; porta Newton a casa sua, dove lui rimane per tutto il periodo della degenza, al termine del quale propone a Betty Jo di trasferirsi come governante nella casa che si è fatto ristrutturare accanto al sito dove costruisce un'astronave. In seguito a questa convivenza Newton comincia a bere, forse per affrontare le difficoltà quasi insormontabili della sua missione.
Le continue richieste di Nathan Bryce nel frattempo provocano un interesse della World Enterprises nei suoi confronti; lascia l'insegnamento universitario e viene assunto dalla multinazionale. Con sua stessa sorpresa, quando arriva nel Kentucky viene immediatamente presentato all'elusivo Newton, che gli prospetta una ricerca applicata sulla sicurezza del propellente per un'astronave. Dovrà coordinare una squadra di ricercatori e abiterà in una casa a poca distanza dalla residenza di Newton.
Il fatto di conoscere personalmente il principale non cancella la curiosità di Bryce e i suoi dubbi riguardo alla sua natura umana. Bryce trova ulteriori riscontri sui suoi sospetti, come l'impiego di improbabili logaritmi a base 12 nei calcoli di Newton. Un giorno orchestra una “trappola” in casa propria e riesce a scattare una radiografia a Newton, dalla quale risulta una fisiologia molto diversa da quella umana. Non sa però che l'extraterrestre è in grado di vedere a occhio nudo i raggi X, e che quindi si è accorto dell'accaduto. La radiografia conferma i sospetti di Nathan Bryce, ma questo non gli impedisce di continuare a lavorare per l'impresa spaziale. Conosce anche Betty Jo, e nonostante il suo rapporto ambiguo con Newton fra i due scatta una simpatia: hanno la stessa età, entrambi sono vedovi e soffrono di solitudine.
Intorno a natale 1988, Newton porta con sé Bryce a un congresso scientifico a Chicago, ha bisogno di reclutare altri esperti di chimica per il progetto spaziale. Incontrano il professor Canutti, ed è da una conversazione con lui che saltano fuori gli antichi sospetti di Bryce sull'origine aliena del proprio datore di lavoro. In una stanza d'albergo ha finalmente luogo il confronto tra i due: Newton confessa di venire da un altro pianeta del sistema solare, devastato da una serie di guerre nucleari; gli antheani hanno un'intelligenza superiore a quella umana (Newton ha un Q.I. doppio rispetto a un terrestre di cultura superiore) e padroneggiano una tecnologia enormemente più avanzata; per anni Newton ha studiato la lingua, gli usi e i costumi degli Stati Uniti attraverso la televisione. L'obiettivo della sua missione è salvare il suo popolo dall'estinzione e gli esseri umani da un destino analogo: costruire un'astronave traghetto in grado di portare sul nostro pianeta gli ultimi 300 antheani sopravvissuti, che potranno infiltrare i governi e le élite di tutti paesi in modo da allontanare la civiltà da una guerra devastante.
Bryce si rende conto che potrebbe strangolarlo facilmente, data la debolezza fisica di Newton, e scongiurare così l'invasione, ma non lo fa. D'altronde l'extraterrestre gli confida di nutrire dubbi sulla propria determinazione a portare avanti la missione:
Tornati in Kentucky, i due trovano ad attenderli agenti della CIA che arrestano Newton per immigrazione illegale. Il suo segretario Brinnarde è da sempre un infiltrato del controspionaggio. Bryce e Betty Jo vengono a loro volta fermati e interrogati. Newton è stato tradito da intercettazioni ambientali nella camera d'albergo di Chicago.
L'alieno viene trattenuto per alcune settimane e sottoposto a dolorose indagini scientifiche, dal momento che sul suo metabolismo non hanno effetto gli anestetici. Con la Cia sostiene di essere un mutante e di avere 70 anni, anche se non li dimostra. Alla fine viene rilasciato perché la vicinanza delle elezioni fa sì che il Presidente degli Stati Uniti non voglia grane con l'opposizione; ma ormai la sua missione è naufragata, come si affretta a far sapere con parole in codice al suo pianeta concedendo una breve intervista alla televisione. Inoltre un maldestro esame medico lo rende quasi completamente cieco.
Sono passati due anni. Betty Jo e Nathan vivono insieme. Un giorno del 1990 lo scienziato ascolta in un negozio di musica la registrazione audio di “poesie extraterrestri” e riconosce l'inconfondibile voce di Thomas Jerome Newton. Con qualche ricerca riesce a arrivare fino a lui, e lo raggiunge in un bar del Greenwich Village di New York, dove l'extraterrestre ormai consola la propria disperazione nell'alcol.
Newton confessa di non nutrire rancore verso gli esseri umani, e firma per Bryce un assegno di un milione di dollari, dal momento che è talmente ricco da non sapere che fare dei soldi. Le poesie incise sono una lettera per sua moglie e un messaggio per i superiori che l'hanno inviato in missione, con la speranza che un giorno possano essere captate alla radio su Anthea.

## Personaggi
Thomas Jerome NewtonDai registri di stato civile risulta nato a Idle Creek, Contea di Bassett, Kentucky, nel 1918, ma è l'alterazione di un abile falsario; in realtà Newton (del quale non conosciamo mai il vero nome) è un extraterrestre proveniente da un pianeta che egli chiama Anthea, sul quale l'età media è superiore a quella dei terrestri.
Oliver FarsworthAvvocato newyorchese esperto di brevetti. All'inizio del romanzo è già estremamente ricco, ma il lavoro con Newton triplica il suo patrimonio. È il presidente della World Enterprises, perché Newton assume un profilo molto riservato e non compare quasi mai in pubblico.
Nathan BryceProfessore di chimica all'università statale dell'Iowa, all'inizio del romanzo è vedovo (sua moglie è morta otto anni prima) e ha 40 anni circa.
Betty Jo MosherAll'inizio del romanzo ha 40 anni, è vedova, vive dell'assistenza pubblica e ha una leggera dipendenza dall'alcol; poco dopo aver conosciuto Newton tenta di sedurlo ma si rassegna quasi subito, e rimane al suo fianco fino all'arresto, pur non essendo la sua amante.

## Critica
Se è vero che alcuni dei migliori romanzi di fantascienza sono scritti da autori non specializzati nel genere, il romanzo di Walter Tevis è fra questi. Una trama semplice, lineare, l'assenza di sperimentazione e persino di colpi di scena (fin dal primo capitolo il lettore sa che il sedicente Thomas Jerome Newton è un essere da un altro pianeta) non diminuiscono il fascino di quest'opera che usa il genere fantascienza per rappresentare preoccupazioni esistenziali e politiche condivise su larga scala. In polemica con la preoccupazione principale della fantascienza nell'epoca della guerra fredda, che vede nell'alieno, nell'extraterrestre, la metafora del diverso da combattere, l'antheano di Tevis è un “osservatore”, un elemento che mette in risalto le incongruenze della nostra civiltà e ne fa esplodere le contraddizioni.
Le vicende del protagonista sembrano intrecciarsi con la vita dell'autore, il quale trascorre parte della sua breve esistenza a Haneyville nel Kentucky, per poi morire di tumore a New York nel 1984: un anno prima dunque della caduta sulla terra di Thomas Jerome Newton, che egli immagina per il 1985. L'autore probabilmente ci mette molta della sua esperienza autobiografica, attingendo dalle memorie dell'infanzia. Infatti Tevis venne lasciato da solo in un ospedale in California per sottoporsi alle cure che richiedeva il suo cuore reumatico, mentre la famiglia si trasferiva per motivi economici in Kentucky. L'alienazione di Tevis comincia proprio da lì, come racconta la moglie: 
Forse proprio come Tevis, Thomas Jerome Newton finirà per trovare nell'alcool l'unica via per manifestare i sentimenti inibiti alla sua razza. Rimane comunque uno dei personaggi più commoventi della letteratura di fantascienza: sicuramente più “umano” di molti che lo circondano.
Fra le possibili interpretazioni del romanzo vale la pena di citarne due. La prima è una lettura “cristologica” avanzata con la pubblicazione su Urania: la tragedia di Thomas Jerome Newton è una parabola con risonanze addirittura evangeliche, una seconda discesa sulla terra seguita da un martirio. Una seconda interpretazione, che potremmo definire “politica”, parte dalla constatazione che la lettura cristologica ignora il fatto che, per tutto il romanzo, Newton evita di cercare adepti. Il fatto che si avvalga della struttura economica degli Stati Uniti e della sua arma più efficace, il denaro, è la base di questa lettura politica, alla quale si accoppia la metafora di una condizione esistenziale: una riflessione su una condizione individuale schizoide, dunque, nella tradizione della fantascienza di Philip Dick, che solo nel delirio trova la maniera per comunicare emozioni, e che conduce a una sicura sconfitta dal momento che l'intera società possiede un carattere schizoide.

### Anthea
Resta indeterminata l'ubicazione di Anthea, il pianeta d'origine del protagonista. Nathan Bryce lo identifica più volte con Marte, mentre durante gli interrogatori della CIA si fa anche l'ipotesi che possa trattarsi di Venere. Sappiamo che il viaggio di Newton è durato 4 mesi e che ha percorso una distanza di cento milioni di miglia (Marte si trova a una distanza variabile tra circa 50 e circa 400 milioni di chilometri, Venere a meno di 40 milioni di chilometri al perielio); che il pianeta ha una temperatura inferiore a quella della Terra in quanto più distante dal Sole (Marte è il quarto pianeta del sistema solare); che il momento favorevole al lancio di un'astronave si ripete ogni sette anni; e infine che la gravità del pianeta è un terzo di quella terrestre.
Rimane da sottolineare il dato che nel remoto passato vi sono stati contatti tra le due civiltà:

## Versioni italiane
Dopo la prima edizione nel 1964 sul n. 359 di Urania, il romanzo fu ripubblicato nel 1976 al n. 694 della stessa collana, in occasione dell'uscita del film omonimo di Nicolas Roeg, con in Appendice la sceneggiatura e le foto di scena.
Riedito per Minimum Fax, risaltano alcune differenze con le precedenti per Mondadori, dove il testo era diviso in tre parti intitolate semplicemente Parte Prima, Seconda e terza. Nell'originale in lingua inglese, possedevano titoli che davano una precisa collocazione temporale futuribile alla vicenda (che rimane indeterminata nell'edizione Urania):
1. 1985: La discesa di Icaro
2. 1988: Rumpelstiltskin
3. 1990: L'annegamento di Icaro

Il primo e il terzo titolo si riferiscono al mito di Dedalo e Icaro, in particolare al dipinto di Bruegel il Vecchio; il secondo invece allude alla fiaba del nano malvagio che fila la paglia in oro per salvare la vita della principessa allo scopo di rubarle il figlio: il solo modo di sconfiggerlo è scoprire il suo nome, Rumpelstiltskin.
Nell'edizione Mondadori, furono cassate alcune frasi con allusioni politiche, sfumandone il senso. Ad esempio, nel capitolo terzo della prima parte, la seguente frase:
 pubblicato per Mondadori, diventa invece:

## Edizioni
- The Man Who Fell to Earth, London, Pan Books, 1963, ISBN 0-330-24679-8.
- L'uomo che cadde sulla Terra, traduzione di Ginetta Pignolo, Collana Urania n.357, Milano, Arnoldo Mondadori Editore, 8 novembre 1964. - in AA.VV., Stella a 5 mondi, Introduzione di Carlo Fruttero, Collana Omnibus, Mondadori, 1973; Collana Urania n.694, Mondadori, 11 aprile 1976; Edizioni Scolastiche Bruno Mondadori, 1977-1983.
- L'uomo che cadde sulla Terra, traduzione di Ginetta Pignolo, Collana Classici fantascienza n.62, Milano, Mondadori, maggio 1982. - Collana Oscar Fantascienza n.88, Mondadori, 1990, ISBN 978-88-043-3719-5; Collana Urania Classico n.306, Mondadori, settembre 2002; Introduzione di Valerio Evangelisti, biografia e bibliografia di Andreina Lombardi Bom, Collana Minimum Classics n.16, Roma, Minimum Fax, 2006, ISBN 978-88-752-1097-7; Vicenza, BEAT, 2012, ISBN 978-88-6559-115-4; Collana Oscar Fantastica, Mondadori, 2022, ISBN 978-88-047-5565-4; Collana Urania Collezione n.248, Mondadori, settembre 2023.